# الكمال بن الهمام
الكمال بن الهمام هو الإمامُ العلامة كمال الدين محمد ابن الشيخ همام الدين عبد الواحد ابن القاضي حميد الدين عبد الحميد ابن القاضي سعد الدين مسعود الحنفي السيرامي الأصل المصري المولد والدار والوفاة، المشهور بابن الهمام.
ولد سنة 790 بالإسكندرية ومات أبوه وكان قاضي الإسكندرية وهو ابن عشر أو نحوها، فنشأ في كفالة جدته لأمه، وكانت مغربية خيِّرة تحفظ كثيرًا من القرآن وقدم بصحبتها القاهرة فأكمل بها القرآن عند الشهاب الهيثمي وتلاه تجويدًا على الزراتيتي، وكان شيخه يصفه بالذكاء المفرط والعقل التام والسكون، وحَفِظَ مختصر القدوري والمنار والمفصَّل للزمخشري وألفية النحو، ثم عاد بصحبتها أيضًا إلى الإسكندرية فأخذ بها النحو عن قاضيها الجمال يوسف الحميدي الحنفي، وقرأ في الهداية على الزين السكندري، وفي المنطق على العز بن عبد السلام والبساطي، وعنه أخذ أصول الدين وقرأ عليه شرح هداية الحكمة لملا زادة, ولم يبرح عن الاشتغال بالمعقول والمنقول حتى فاق في زمن يسير أقرانه, وأشير إليه بالفضل التام والفطرة المستقيمة, بحيث قال البرهان الأبناسي أحد رفقائه حين رام بعضهم المشي في الاستيحاش بينهما: "لو طلبت حجج الدين ما كان في بلدنا من يقوم بها غيره".
ثم قال: وشيخنا البساطي وإن كان أعلم، فالكمال أحفظ منه وأطلق لسانًا، هذا مع وجود الأكابر إذ ذاك، بل أعلى من هذا أن البساطي لما رام المناظرة مع العلاء البخاري بسبب ابن الفارض ونحوه قيل له: من يحكم بينكما إذا تناظرتما، فقال: ابن الهمام لأنه يصلح أن يكون حَكَم العلماء" وقال ابن العطار يحيى : "لم يزل يُضرَب به المثل في الجمال المفرد مع الصيانة وفي حسن النغمة مع الديانة، وفي الفصاحة واستقامة البحث مع الأدب" واستمر يترقى في درج الكمال حتى صار عالِمًا مفننًا علَّامة متقنًا، درَّس وأفتى وأفاد، وعكف الناس عليه، واشتهر أمره وعظُم ذِكرُه.

## حياته
أصله من سيواس، ولد بالإسكندرية، ونبغ في القاهرة، وأقام بحلب مدة، وجاور بالحرمين،
حفظ عدة من المختصرات وعرضها على شيوخ عصره، ثم شرع في الطلب فقرأ على بعض أهل بلده بعد أن عاد إليها ثم رجع إلى القاهرة فقرأ على العز بن عبد السلام والبساطى والشمنى والجلال الهندي والولى العراقي والعز بن جماعة. وسافر إلى القدس وقرأ على علمائه وسمع من جماعة كالحافظ ابن حجر وغيره ثم كان شيخ الشيوخ بالخانقاه الشيخونية بمصر.

## علومه
كان إمامًا في الأصول والتفسير والفقه والفرائض والحساب والتصوف والنحو والصرف والمعانى والبيان والبديع والمنطق والجدل.

## قالوا عنه
وقال يحيى بن العطار: «لم يزل يضرب به المثل في الجمال المفرط مع الصيانة وفي حسن النعمة مع الديانة وفي الفصاحة واستقامة البحث مع الأدب». وقال السخاوي في حقه: «إنه عالم أهل الأرض ومحقق أولى العصر».
قال شمس الدين السخاوي: "فقد كان إمامًا علامة عارفًا بأصول الديانات والتفسير والفقه وأصوله، والفرائض والحساب، والتصوف والنحو والصرف والمعاني والبيان، والبديع والمنطق والجدل والأدب والموسيقى، وجُل علم النقل والعقل، متفاوت المرتبة في ذلك, ومع قلة علمه في الحديث فهو عالم أهل الأرض ومحقِّق أولي العصر حُجة أعجوبة ذا حجج باهرة واختيارات كثيرة وترجيحات قوية, وقد تخرج به جماعة صاروا رؤساء في حياته، فمن الحنفية التقي الشمس والزين قاسم وسيف الدين، ومن الشافعية ابن خضر. وهو أنظَرُ من رأيناه من أهل الفنون ومن أجمعهم للعلوم وأحسنهم كلامًا في الأشياء الدقيقة وأجلدِهم على ذلك مع الغاية في الإتقان والرجوع إلى الحق في المباحث ولو على لسان آحاد الطلبة، كل ذلك مع ملاحة الترسل وحسن اللقاء والسمت والبِشر والبزَّة ونور الشيبة وكثرة الفكاهة والتودد والإنصاف وتعظيم العلماء، والإجلال لتقي الدين ابن تيمية وعدم الخوض فيما يخالف ذلك، وعلو الهمة وطيب الحديث ورقة الصوت وطراوة النغمة جدًّا, وسلامة الصدر وسرعة الانفعال والتغير والمحبة في الصالحين وكثرة الاعتقاد فيهم والتعهد لهم والانجماع عن التردد لبني الدنيا حتى الظاهر جقمق مع مزيد اختصاصه به، ولكنه كان يراسله هو ومن دونه فيما يسأل فيه"
وقد حجَّ غير مرة وجاور بالحرمين مدة، وشرب ماء زمزم- كما قاله في شرحه للهداية- للاستقامة والوفاة على حقيقة الإسلام معها.

## وفاته
ونشر في الحرمين علمًا جمًّا, وعاد في رمضان سنة ستين وهو متوعِّك فسُرَّ المسلمون بقدومِه وعكف عليه من شاء الله من طلبته وغيرهم أيامًا من الأسبوع إلى أن مات في يوم الجمعة سابع رمضان، ودفِنَ من يومه، وصُلِّيَ عليه عصرًا بمصلى المؤمني، وكانت جنازته مشهودة، شهده السلطانُ فمَن دونه، قدِمَ للصلاة عليه قاضي مذهبه ابن الديري، ودُفِنَ بالقرافة في تربة ابن عطاء الله، ولم يخلف بعده في مجموعه مثله.

## كتبه
- فتح القدير في شرح الهداية،[5] ثماني مجلدات في فقه الحنفية
- التحرير في أصول الفقه
- المسايرة في العقائد المنجية في الآخرة
- زاد الفقير مختصر في فروع الحنفية.